# 德必集团
德必集团（深交所：300947）又稱德必，是中華人民共和國一家产业园区运营服务商。企業名稱「德必」來自《论语·里仁篇》中的「德不孤，必有邻」。

## 歷史
德必集团的創始人是贾波，是山西运城人。他毕业于中国传媒大学新闻专业，曾任职于中央电视台、广西北海电视台、山西运城电视台。
2003年，贾波来到上海，成立德必集团的前身。2005年接手一个老旧厂房改造项目後開始涉足产业园区業務。德必集团成立於2011年。2021年在深交所创业板上市。截至2022年，德必集团业务超过70%集中在上海地区。德必在意大利（佛罗伦萨）、美国（加利福尼亚州纽瓦克）也有产业园区。

## 外部連結
- 官方网站